# 日本秘湯を守る会
一般社団法人日本秘湯を守る会（にほんひとうをまもるかい）は、秘境や登山基地やかつての湯治場だった僻地などに位置し、日本の古き良き温泉文化や原風景、自然を大切に守っていこうという理念のもと集まった、中小規模の温泉旅館の組織である。
2020年3月31日をもって株式会社朝日旅行（前身:株式会社朝日旅行会）が廃業するまでは、同社の提携団体でもあった。

## 概説
朝日旅行会（朝日新聞社系列の旅行会社・朝日旅行の前身）の創業者である岩木一二三のもと、温泉宿の発起人たちが秘境宿を全国行脚しながら会員を集め、1975年4月に設立された。
旅行会社が扱わず、バスも通らないような辺境の温泉宿が集まり、宣伝や誘客をしていくことや、その土地の風習や食などを伝えていく温泉宿の支援をしていくことを目的としている。
さらには、共生の理念のもと、限界集落化していく故郷や地域の核となって、心の憩いとなる日本の原風景や自然や温泉を守り、多様な生物を育み水源となる山河や森林を守っていける、未来へつなぐ人材を育み支えることのできる、仲間づくりを目指している。
発足時に33軒であった会員は、1977年には38軒になり、同じ年に「日本秘湯を守る会」監修、「朝日旅行会」発行によるガイドブック「日本の秘湯」が創刊された。以降、約2年ごとに改訂が続けられ、2006年発行の第16版には185軒が収録されている。
1983年より、秘湯の会員宿巡りの楽しみのひとつで、旅の想い出づくりにもなる、スタンプ帳事業をスタートさせている。主な集客手段にもなっている。本会公式サイトからの予約、または各会員宿への電話予約などにより宿泊した場合は、専用のスタンプ帖に宿オリジナルのスタンプが押印される（ただし団体予約・湯治など、一部スタンプ対象外のプランもあるため、事前確認が推奨されている）。最初のスタンプが押印されてから3年以内にスタンプが10個貯まると、押印された宿の中から希望の宿に無料招待で再度宿泊できる。
その他、それまで朝日新聞社系列だった株式会社朝日旅行が、2009年4月にJTBグループの連結対象会社となった(株保有:JTB51%、朝日新聞33.4%ほか)。そのことがきっかけとなり、2017年度よりるるぶトラベルと業務提携し、本会の公式サイトにある宿泊プランを、るるぶトラベルでも予約できるようになった。
はじまりは旧朝日旅行会(後身:株式会社朝日旅行)が提携する内部の任意団体の一つであった。2004年4月に法人格を取得して有限責任中間法人日本秘湯を守る会となり、2008年の公益法人制度改革により一般社団法人となった。
本会の営業窓口は朝日旅行へ委託されていたが、同社が2020年3月31日に廃業したことに伴い、現在は完全に独立した法人となっている。
旧朝日旅行の一部事業を引き継いだJTBガイアレックと業務提携し、秘湯の旅が企画販売されている。

## 会員宿
全国各地の温泉旅館が会員として加盟している。ただし加盟するにあたっては、入会を希望したり推薦された旅館が、入会審査にとおることが条件である。「秘湯」の名を冠しているが、その限定した基準のみで判断されるわけではないし、すべて明文化できるものではない。宿の環境はもちろんのこと、温泉などに対する会の理念と一致しているか、会の事業や活動に参加できるかどうか、など多様な面から総合的に審査される。
数時間の登山をしなければ辿り着かない一軒宿や、自家発電のみ、固定電話無しの施設も珍しくない。会員旅館が少ないためか宿同士の交流が深く、宿泊帰りに別の会員旅館を勧めてくれることもある。加盟しているのは、おおむね小規模から中規模の旅館で、民芸調・純和風旅館・山小屋風など秘湯のイメージに沿う施設が多い。一軒宿の比率も高い。つり橋を渡らないと辿り着けなかったり、豪雪や道路などが冬季閉鎖してしまうため半年しか営業できない山の温泉もある。また大自然の登山の玄関となり登山者の命の砦になっていたり登山道の整備を行っていたりする宿もある。国立公園国定公園や水源かん養保安林、自然公園などの自然豊かな地域に囲まれている場所が多い。
ただし、加盟申請を行った宿だけによる会であるため、誰もが秘湯と認めるような宿がすべて加入している訳ではない。創立当初は、もともとは山奥や陸の孤島と云われるような辺鄙な田舎にある湯治場だった宿や、豪雪や道路が冬季封鎖され半年ほどしか営業できない山奥の温泉も多かった。しかし、発足から半世紀近くたち、時代も様々に変化して宿の環境も変わってしまった場合もある。入会後に交通の便が良くなったり、周辺の観光開発の進展などにより、往年の秘湯のイメージが薄らいでしまった場合もある(一見、道路も良くなって快適な建物に変わっていても、雪の時期になると新聞配達は郵便だったり遅れたりする。人里離れ不便なために、クリーニング店などが足を運びたがらない場所も多い)。しかし、温泉や自然環境の保全の旗手となり、秘湯文化や歴史を刻み、温泉文化を守り未来へ引き継いでゆく使命も担う存在でもあり、ただちに会員資格がなくなるということはない。宿によっては、現代風の建物や佇まいの中に、往時の歴史を大切に遺していることもあるので、旅の発見の楽しみにもなる。
会員宿である事を示す「日本秘湯を守る会(宿)」の提灯は、各旅館の玄関先に提げられていることが多く、テレビの旅番組などでよく見られる光景である。この提灯を頼りにその日の宿泊先や入浴先を決める客も多い。